# Guy Lauzin
Pour les articles homonymes, voir Lauzin (homonymie).
Guy Lauzin, de son vrai nom Guy Dauvilliez, est un metteur en scène français né le 8 mai 1930 à Paris 15e et mort le 4 juin 1996 à Paris 20e. Il fut nommé Commandeur des arts et des lettres.

## Biographie
Connu pour son action en faveur de la décentralisation théâtrale, il a débuté comme acteur en 1947 dans la troupe de Léon Chancerel avant d'entamer une carrière de metteur en scène à partir de 1954. Dès le début des années 1960, il collabore avec les théâtres de Lyon, de Bourges, de la Loire, de Nice, et avec les Tréteaux de France ainsi qu'avec plusieurs théâtres en Belgique. Il défend un large répertoire, alternant classiques français et étrangers aussi bien que les auteurs du XXe siècle, tels que Bertolt Brecht ou Edward Bond. Durant les années 1970, il travaille principalement avec Jacques Noël qui crée les décors et les costumes. Amateur de chansons, il met en scène des récitals de Tino Rossi et Jean Ferrat pour lequel il a été aussi le parolier d'un de ses premiers enregistrements - Les Mercenaires (1958). Il codirige la Comédie de Saint-Étienne avec Daniel Benoin de 1975 à 1978. En 1982, il est nommé conseiller au théâtre et à l'action culturelle auprès de la direction régionale des affaires culturelles de Haute-Normandie, jusqu'à sa retraite en 1990.

## Théâtre
Théâtre de l'Œuvre
- Montserrat d'Emmanuel Robles, mise en scène Jean Dupleix (1957)

Théâtre des Arts - Rochechouart
- La Tête à l'envers de Giovanni Cenzato adaptée par Roland Chalosse (1959).

Théâtre Daunou
- Madame, je vous aime de Serge Veber (1960).

Comédie Caumartin
- Un raisin au soleil de Lorraine Hansberry adapt. d'Emmanuel Roblès (1960).

Théâtre du Casino municipal de Nice
- Montuclar de Adolfo Costa Du Rels (1961).

Théâtre des Nouveautés
- La Saint-Honoré de Robert Nahmias (1961).

Théâtre de l'Athénée
- Les Fourberies de Scapin de Molière (1961).

Théâtre des Variétés
- Marius de Marcel Pagnol (1962).

Casino d'Enghien (Belgique)
- Rue Gît-le-Cœur de Serge Veber (1961).

Théâtre de l'Ambigu/Théâtre du Casino d'Enghien-les-Bains
- Les Joyeuses Commères de Windsor de William Shakespeare (1962).

Théâtre de l'Européen : 
- Cristobal le Magnifique opérette, musique Francis Lopez, livret Raymond Vincy (1963).

Théâtre de l'Émulation - Liège/Comédie de la Loire - Tours
- La mort d'une baleine de Jacques Jaquine (1963).

Théâtre du Palais-Royal
- Moins une...! de Yves Chatelain (1964).

Théâtre national de Belgique
- Les Joyeuses Commères de Windsor de William Shakespeare adapt. de Charles Charras (1967).
- Les Italiens à Paris de Charles Charras et André Gille (1967).

Comédie de Bourges
- Le cheval caillou de Pierre Halet (1965).
- Histoire du soldat de Charles Ferdinand Ramuz (Igor Stravinsky) (1966).
- Dialogues d'exilés de Bertolt Brecht (1967).
- Le montreur de galaxies de Pierre Halet (1968).
- Votre silence Cooper de Pierre Halet (1968).
- Victor ou les Enfants au pouvoir de Roger Vitrac (1968) Diffusion TV en (1970).

Théâtre de Nice
- Route étroite vers le grand nord d’Edward Bond (1969).
- Léonce et Léna de Georg Büchner (1970).
- Plutus d’Aristophane (1970)- Création collective.
- Testarium de Slawomir Mrozek (1971).
- Candide de Voltaire (1971).

Théâtre national de l'Odéon
- Le Testament du chien d'Ariano Suassuna (1971).

Théâtre des Célestins à Lyon
- Britannicus de Jean Racine (1965).
- Rhinocéros d'Eugène Ionesco (1972).

Carré Thorigny Sylvia Monfort
- Conversation dans le Loir-et-Cher de Paul Claudel (1973).

Théâtre Saint André des Arts
- Dialogues de bêtes de Colette (1973).

Théâtre de Plaisance à Paris
- Un étrange après-midi de Andonis Doriadis (1974).

Maison de la culture de Nevers
- Little Boy de Pierre Halet (1974).

Petit Odéon
- Les longs chapeaux d'André de Baecque (1975).

Comédie de Saint-Étienne
- Comme il vous plaira de William Shakespeare adapt. de Charles Charras (1976).
- On ne badine pas avec l'amour d'Alfred de Musset (1977).
- Frères humains d'André de Baecque (1978).

Carré Vaugirard Sylvia Monfort
- La fourmi dans le corps de Jacques Audiberti (1979).

## Autres spectacles et participations
- Le Temps des guitares de Francis Lopez avec Tino Rossi (A.B.C. Théâtre à Paris, 1963)
- Spectacle Jean Ferrat Première partie Les Gens de la ville (Palais des Sports à Paris, 1972)
- Poèmes de Jacques Prévert (Comédie de Saint-Étienne, 1975)
- Exposition du IIIe centenaire de la mort de Molière (Musée des arts décoratifs, 1973)